# Tavis Smiley
Tavis Smiley (ˈ|t|æ|v|ᵻ|s; Gulfport, Misisipi, 13 de septiembre de 1964) es un presentador de talk shows y autor estadounidense. Smiley nació en Gulfport, Mississippi, y creció en Bunker Hill, Indiana. Después de asistir a la Universidad de Indiana, trabajó durante la década de 1980 como asistente de Tom Bradley, el alcalde de Los Ángeles.
Smiley se convirtió en comentarista de radio en 1991 y, a partir de 1996, presentó el programa de entrevistas BET Talk ((más tarde rebautizado como BET Tonight) en Black Entertainment Television (BET). Después de que Smiley vendió una entrevista exclusiva de Sara Jane Olson a ABC News en 2001, BET se negó a renovar su contrato ese año. Smiley luego comenzó a presentar The Tavis Smiley Show dn National Public Radio (NPR) (2002–04) y solía ser el presentador de Tavis Smiley en Public Broadcasting Service (PBS) los días de semana y The Tavis Smiley Show en Public Radio International (PRI). 
De 2010 a 2013, Smiley y Cornel West se unieron para presentar su propio programa de entrevistas radial, Smiley & West. Fueron presentados juntos entrevistando al músico Bill Withers en la película documental de 2009 Still Bill. Fue el nuevo presentador de Tavis Talks en Tavis Smiley Network de BlogTalkRadio.

## Primeros años
Tavis Smiley nació en Gulfport, Misisipi, el hijo de Joyce Marie Roberts, una mujer soltera que quedó embarazada por primera vez a los 18 años. El 13 de septiembre de 1966, en su segundo cumpleaños, su madre se casó con Emory Garnell Smiley, un suboficial de la Fuerza Aérea de los Estados Unidos Unos años más tarde Tavis aprendió la identidad de su padre biológico, a quien identifica en su autobiografía, What I Know For Sure: My Story of Growing Up in America, solo como «T».
La familia de Smiley pronto se mudó a Indiana cuando su padrastro fue transferido a la Reserva de la Base Aérea Grissom cerca de Peru, Indiana. Al llegar a Indiana, la familia Smiley se instaló en una casa rodante de tres dormitorios en la pequeña ciudad de Bunker Hill, Indiana. Los Smiley tuvieron otros tres hijos y agregaron otros cuatro después del asesinato de la hermana de Joyce. Inicialmente, cuatro de sus cinco hijos fueron cuidados por su abuela (conocida como «Big Mama»), pero su mala salud perjudicó su capacidad, y Joyce y Emory los acogieron. La casa de remolque albergaba a trece personas, incluyendo a Tavis y sus siete hermanos y dos hermanas y los tres adultos.
La madre de Smiley era una persona muy religiosa, y la familia asistió a la iglesia local New Bethel Tabernacle Church, parte de las Asambleas Pentecostales del Mundo. Los niños de Smiley tenían prohibido escuchar música secular en casa o ir a la sala de cine, y solo podían ver programas de televisión que sus padres consideraban adecuados para familias.
Cuando estaba en séptimo grado, el pastor New Bethel, el élder Rufus Mills, acusó a Smiley y sus hermanos de «correr salvajemente, desobedecer a su maestra, faltarle el respeto a su maestro, faltarle el respeto a la santidad de este edificio y burlarse del mensaje sagrado que se enseñaba» durante la Escuela Dominical. Según el relato de Smiley del incidente, su maestra de la Escuela Dominical se confundió cuando respondía preguntas sobre el Libro de Juan, y otros estudiantes «respondieron riéndose y actuando un poco rebeldes», aunque él y su hermana Phyllis «permanecieron en silencio». Garnell azotó a Tavis y Phyllis con un cable de extensión, hiriendo a los dos niños. Al día siguiente en la escuela, los administradores se enteraron de las lesiones de los niños. El periódico local en Kokomo, Indiana informó sobre los golpes y los procedimientos legales contra Garnell; Tavis y Phyllis fueron enviados al cuidado temporal temporalmente. Garnell les dijo a sus hijos que el juez decidió que había «reaccionado de forma exagerada» y descubrió que él y Joyce eran «padres preocupados que estaban completamente involucrados en la vida y el bienestar de [nuestros] niños».
Smiley se interesó en la política a los 13 años después de asistir a una recaudación de fondos para la Senadora de los Estados Unidos, Birch Bayh. En Maconaquah High School en Bunker Hill, Indiana, una escuela que Smiley describió como «98 por ciento blanca», estuvo activo en el consejo estudiantil y en el equipo de debate, aunque sus padres eran «escépticos de todas las actividades extracurriculares fuera de la iglesia».

## Carrera

### Universidad y carrera política
En 1982 Smiley se inscribió en la Universidad de Indiana Bloomington (IU). Debido a que sus padres se negaron a completar los documentos de ayuda financiera, Smiley ingresó a la universidad con solo $ 50 y una pequeña maleta. Los administradores le permitieron a Smiley completar la documentación para convertirse en un estudiante de tiempo completo. El verano después de su primer año, Smiley trabajó, asistió a clases de verano y vivió fuera del campus con jugadores de básquetbol masculino de Indiana Hoosiers, y luego fue entrenado por Bob Knight. Smiley fue aceptado en la fraternidad Kappa Alpha Psi durante su segundo año, y se convirtió en gerente comercial de su dormitorio, miembro del senado estudiantil y director de asuntos de minorías. Después de que su amigo Denver Smith fuera asesinado por agentes de policía de Indiana que afirmaron haber actuado en defensa propia, Smiley ayudó a dirigir las protestas para defender a Smith, quien creía que había sido asesinado por error. Esas protestas lo llevaron a una pasantía de trabajo y estudio en la oficina de la alcaldesa de Bloomington, Tomilea Allison, donde le pagaron $5 dólares por hora. Smiley escribió cartas a los residentes locales, investigó para la alcaldesa Allison y ayudó a escribir documentos de posición sobre asuntos locales. En su autobiografía, Smiley dice que un teniente de alcalde lo atrapó sistemáticamente agregando horas extra a sus hojas de tiempo, comportamiento ilegal que podría haberlo visto acusado de un delito grave y expulsado de la universidad, pero en lugar de presentar cargos, el alcalde Allison le permitió trabajar todo de las horas por las que ya le habían pagado, y no le contó a otras personas lo que había hecho.
Durante el primer semestre de su tercer año, Smiley estaba bajo prueba académica; él culpó a sus actividades extracurriculares por interferir con sus estudios. Cuando Smiley visitó Los Ángeles para asistir a una convención nacional de líderes estudiantiles, el primo de su compañero de habitación presentó a Smiley a la estrella del fútbol Jim Brown. Brown presentó a Smiley al compañero de fútbol George Hughley, quien trabajaba para el alcalde de Los Ángeles Tom Bradley y conectó a Smiley con el personal del alcalde Bradley. Cada semana después de conocer al personal de Bradley, Smiley escribió una carta a la oficina del alcalde solicitando una pasantía, y una vez voló a Los Ángeles para apelar. Sin embargo, en verano recibió una carta de la ciudad que indicaba que todos los puestos de pasantía estaban ocupados. Luego, Smiley le escribió una carta al alcalde que decía representar su sentimiento «desde el corazón», y Bradley llamó a Smiley para decirle que tenía un puesto disponible para él. Aunque contaba para el crédito universitario, la pasantía no se pagó, por lo que el Consejo de progreso comunitario de Bloomington financió a Smiley con $5,000 dólares para gastos de manutención en Los Ángeles, y Brown permitió que Smiley viviera como huésped en septiembre de 1985. A partir del mes siguiente, Smiley vivió en la casa fraternal Kappa Alpha Psi en la Universidad del Sur de California. En el Ayuntamiento, Smiley trabajó en la Oficina de Desarrollo Juvenil en el piso 22.
Smiley consideró dos veces dejar la universidad, primero durante su tercer año, y luego de terminar su pasantía con el alcalde Bradley. Bradley persuadió a Smiley para que volviera a la universidad. Tomó la Prueba de Admisión a la Escuela de Leyes dos veces porque, pensó que "no le fue muy bien la primera vez", y "lo hizo un poco mejor" la segunda vez; tenía la intención de aplicar a la Escuela de Derecho Harvard. En cambio, Smiley no se graduó de la universidad en absoluto, porque no aprobó un curso obligatorio en su último año, y «tuvo problemas en otros cursos», lo que significaba que no podía completar su carrera a tiempo; en lugar de quedarse por un período adicional, eligió dejar la Universidad y mudarse a Los Ángeles, donde se le había prometido un empleo. Tras una congelación de las contrataciones por parte del gobierno de Los Ángeles, Smiley se desempeñó como asistente del alcalde Bradley hasta 1990. Un artículo de 1988 en Los Angeles Times identificó a Smiley como «un asistente administrativo de Bradley que trabaja en el sur de Los Ángeles». En 2003, Smiley recibió oficialmente su título de la Universidad de Indiana en asuntos públicos.

### Carrera de radio y televisión

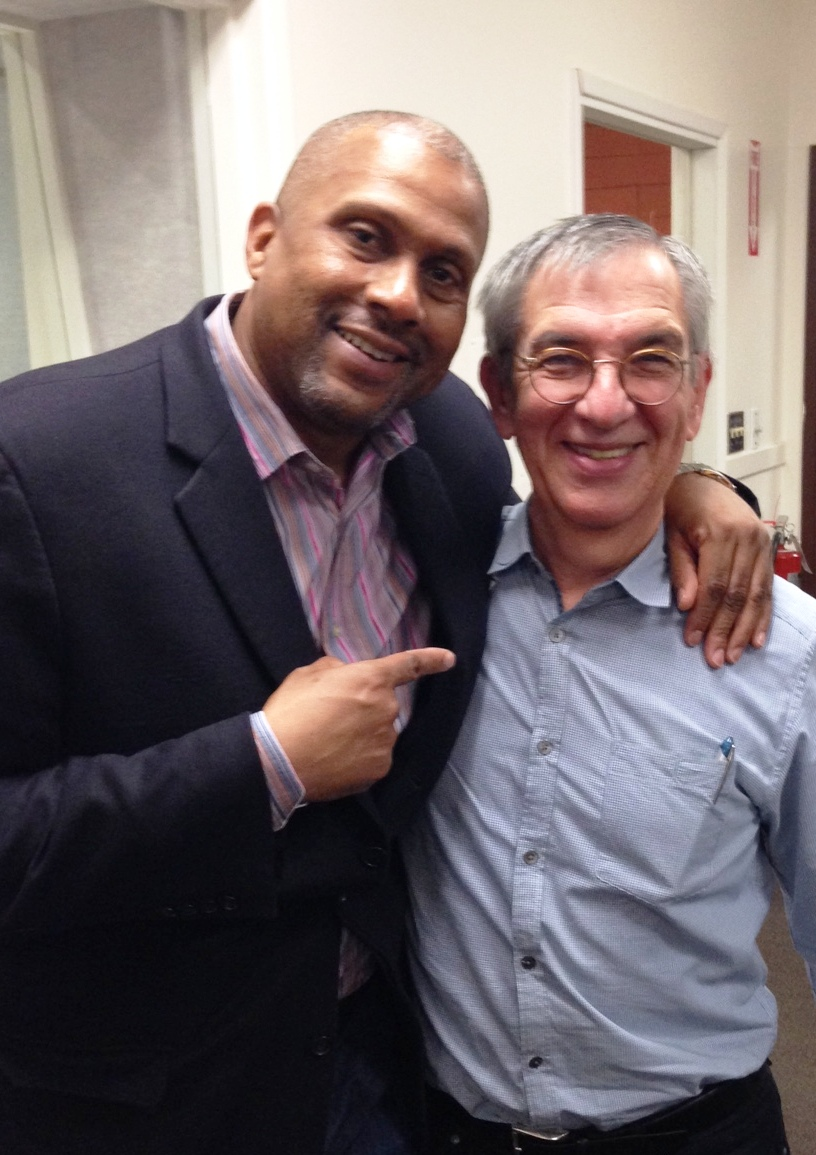
Smiley con el historiador Jon Wiener en su podcast político titulado Start Making Sense en 2015

Mientras luchaba por un puesto en el Concejo Municipal de Los Ángeles en 1991 contra la titular Ruth Galanter, Smiley terminó en cuarto lugar entre los 15 candidatos. Se convirtió en comentarista de radio, transmitiendo segmentos de radio diarios de un minuto llamados The Smiley Report en la radio KGFJ. Con Rubén Navarrette Jr., Smiley fue copresentador de un programa de entrevistas local en Los Ángeles donde compartió sus puntos de vista sobre raza y política, junto con sus argumentos sobre el impacto del racismo institucional y las oportunidades educativas y económicas deficientes para los jóvenes negros de las zonas urbanas deprimidas. le ganó atención en Los Angeles Times. Sus comentarios se centraron en asuntos de actualidad locales y nacionales que afectan a la comunidad afroamericana. Durante seis meses, Smiley trabajó en un programa de noticias de la comunidad en una red de cable local y pasó seis meses más trabajando en televisión en Montreal, Quebec, Canadá.

## Comienzos en la radio
En 1996, Smiley se convirtió en un comentarista frecuente de Tom Joyner Morning Show, un programa de radio distribuido a nivel nacional emitido en estaciones negras y urbanas en los Estados Unidos. Él desarrolló una amistad con el presentador Joyner.

## Lanzamiento del programaBET Talk/BET Tonight
También en 1996, Smiley comenzó a ser presentador y productor ejecutivo de BET Tonight (originalmente BET Talk cuando se estrenó por primera vez), un programa de debate de asuntos públicos en la red Black Entertainment Television (BET). Entrevistó a importantes figuras políticas y celebridades, y discutió temas que van desde la discriminación racial y la brutalidad policial hasta la música de R&B y los chismes de Hollywood.

## Despido deBET Tonight
Smiley fue el presentador de BET Tonight hasta 2001 cuando, en un movimiento controvertido, la cadena anunció que el contrato de Smiley no se renovaría. Esto provocó una respuesta enojada de Joyner, quien buscó unir a su audiencia de radio para protestar contra la decisión de BET. Robert L. Johnson, fundador de BET, defendió la decisión, afirmando que Smiley había sido despedido porque había vendido una entrevista exclusiva a ABC News sin ofrecerle primero la historia a BET, a pesar de que el contrato de Smiley con BET no requería que lo hiciera. Smiley respondió con la afirmación de que había ofrecido la historia -una entrevista con Sara Jane Olson, una presunta exmiembro del Ejército Simbionés de Liberación—a CBS, que junto con BET, era propiedad de Viacom. Smiley finalmente vendió la entrevista a la cadena rival ABC, dijo, solo después de que CBS transmitiera la entrevista, y sugirió que su despido fue una devolución de la publicidad que obtuvo como resultado de brindarle una entrevista exclusiva a ABC. Finalmente, BET y Viacom no revocaron su decisión de rescindir el contrato de Smiley.

## Cambio a C-SPAN
En 2000, comenzaron a organizar reuniones anuales en el ayuntamiento llamadas "El Estado de la Unión Negra", que se emitieron en vivo en la red de televisión por cable C-SPAN. Cada una de estas reuniones del ayuntamiento se centró en un tema específico que afecta a la comunidad afroamericana, presentando un panel de líderes afroamericanos, educadores y profesionales, reunidos ante una audiencia, para discutir problemas relacionados con el tema del foro, así como el potencial soluciones. Smiley también usó su condición de comentarista en el programa de radio de Joyner para lanzar varias campañas de promoción para resaltar las prácticas discriminatorias en los medios y el gobierno, y conseguir apoyo para causas como la concesión de una Medalla de Oro del Congreso de los Estados Unidos a la icono de derechos civiles Rosa Parks. Smiley también comenzó a construir una reputación nacional como comentarista político con numerosas apariciones en programas de debate político en MSNBC, ABC y CNN.

## Programa de entrevistas de radio y despido
A Smiley se le ofreció la oportunidad de ser presentador de un programa de radio en National Public Radio. Se desempeñó como presentador de The Tavis Smiley Show en NPR hasta diciembre de 2004, cuando anunció que abandonaría su programa, citando la incapacidad de la red para llegar a un público más diverso. Smiley lanzó una versión semanal de su programa de radio The Tavis Smiley Show el 29 de abril de 2005, distribuida por el rival de la RPN, Public Radio International (PRI), hasta que el PRI la finalizó el 1 de enero de 2018, debido a «alegaciones preocupantes». El 1 de octubre de 2010, Tavis Smiley convirtió la segunda hora de su programa PRI en Smiley & West coorganizada por su colaborador de mucho tiempo, el Dr. Cornel West, que duró hasta diciembre de 2013.

## Cambio a PBS y despido
Smiley también fue el presentador de Tavis Smiley, un programa de entrevistas nocturnas televisado en la red de Public Broadcasting Service (PBS) y producido en asociación con WNET en Nueva York.
Smiley moderó dos foros de candidatos presidenciales en vivo en 2007: un foro demócrata el 28 de junio en la Universidad Howard en Washington D. C., y un foro republicano el 27 de septiembre en la Universidad Estatal Morgan en Baltimore.
Smiley apareció en el programa Democracy Now!.
El 25 de junio de 2013, Tavis se asoció con BlogTalkRadio, la red de transmisión social más grande del mundo con más de 18 millones de visitantes únicos y 40 millones de escuchas por mes, para lanzar la Tavis Smiley Network (TSN): Smart talk. Online.
El 4 de septiembre de 2014, se anunció que Smiley competiría en la temporada 19 de  Dancing with the Stars. Fue emparejado con la bailarina profesional Sharna Burgess. Fueron eliminados en la segunda semana de competencia y terminaron en el décimo segundo puesto.

## Controversia sobre Barack Obama
El 11 de abril de 2008, Tavis Smiley anunció que dimitiría en junio de 2008 como comentarista del Tom Joyner Morning Show. Citó fatiga y un apretado horario en una llamada personal a Joyner. Sin embargo, Joyner, refiriéndose a varios comentarios en los que Smiley criticaba al candidato presidencial demócrata Barack Obama, indicó lo contrario en su programa, declarando: «La verdadera razón es que no puede soportar el odio que ha estado recibiendo respecto del tema de Barack, el odio de los negros que tanto ama.» Antes de la controversia pública y de ser elegido presidente, Obama había participado en el programa de PBS de Smiley seis veces.
En 2012, Smiley participó en un «Poverty Tour» con el profesor de la Universidad de Princeton, Cornel West, para promover su libro The Rich and the Rest of Us: A Poverty Manifesto. El objetivo declarado de la gira era destacar la difícil situación de la población empobrecida de los Estados Unidos antes de las elecciones presidenciales de 2012, cuyos candidatos Smiley y West declararon que habían ignorado la difícil situación de los pobres.

## The Covenant with Black America
En marzo de 2006, The Smiley Group y Third World Press publicaron The Covenant with Black America, una colección de ensayos de académicos y profesionales negros editados por Smiley. El libro cubre temas que van desde la educación hasta la salud y fue un best-seller del The New York Times.

## Acusaciones de mala conducta sexual
El 13 de diciembre de 2017, PBS suspendió indefinidamente a Smiley, emitiendo una declaración diciendo que había contratado a un bufete de abogados para llevar a cabo una investigación «inmediatamente después de enterarse de las preocupantes alegaciones sobre el Sr. Smiley» y que esta investigación «descubrió alegatos múltiples y creíbles de conducta que es inconsistente con los valores y estándares de PBS». Variety informó que Smiley fue despedido debido a múltiples relaciones con subordinados, algunos de los cuales sentían que la relación estaba relacionada con su empleo. También se alegó que Smiley creó un ambiente que era «verbalmente abusivo y amenazante». La suspensión de Smiley obedece a la decisión de PBS de separarse de Charlie Rose. Se acusa a Smiley de «haber tenido relaciones sexuales con varios miembros del personal, algunos de los cuales supuestamente consideraron que su relación con el presentador de televisión estaba relacionada con su situación laboral».
El 14 de diciembre, Smiley describió la investigación de PBS como «parcial y descuidada» y dijo que lucharía contra las acusaciones y el daño a su reputación. Él lanzó una declaración diciendo: «Tengo el mayor respeto por las mujeres y celebró el coraje de aquellos que han venido para decir su verdad». También dijo: «Para ser claro, nunca me había topado, coaccionado o expuesto de manera inapropiada a ningún colega en el lugar de trabajo en toda mi carrera de transmisión, cubriendo seis redes en 30 años».
Poco después de la suspensión, Smiley realizó una gira por todo el país para defender su inocencia a la vez que apoyaba el movimiento MeToo y denunciaba el acoso en el lugar de trabajo.

## Premios y contribuciones
Smiley fue honrado con el NAACP Image Award por la mejor serie de noticias, charlas o información durante tres años consecutivos (1997-99) por su trabajo en BET Tonight with Tavis Smiley. Los esfuerzos de defensa de Smiley le han valido numerosos premios y reconocimientos, incluido el de recibir el Premio Humanitario Mickey Leland de la Asociación Nacional de Minorías en Comunicaciones.
En 1999, fundó la Tavis Smiley Foundation, que financia programas que desarrollan líderes jóvenes en la comunidad. Desde su inicio, más de 6,500 jóvenes han participado en los talleres y conferencias de «Capacitación de Jóvenes a Líderes» de la fundación.
Su compañía de comunicaciones, The Smiley Group, Inc., sirve como el tenencia de varias empresas que abarcan medios de difusión e impresos, conferencistas, simposios e Internet.
En 1994, Time nombró a Smiley uno de los 50 líderes jóvenes más prometedores de Estados Unidos. Time más tarde lo honraría en 2009 como una de las «100 personas más influyentes en el mundo». En mayo de 2007, Smiley pronunció un discurso de graduación en su alma mater, la Universidad de Indiana Bloomington en Bloomington, Indiana (la universidad honró recientemente a Smiley nombrando el atrio de su edificio de la Escuela de Asuntos Públicos y Ambientales (SPEA), The Tavis Smiley Atrium).
En 2005, Tavis Smiley donó y recaudó miles de dólares para la Universidad del Sur de Texas; la Escuela de Comunicación fue nombrada temporalmente después de él.
En mayo de 2008, pronunció el discurso de graduación en Connecticut College, donde recibió un doctorado honoris causa. El 12 de diciembre de 2008, Smiley recibió la Medalla Du Bois del Instituto W.E.B. Du Bois para la Investigación Africana y Afroestadounidense de la Universidad de Harvard.
En mayo de 2009, Smiley recibió un doctorado honoris causa en la Universidad de Langston después de dar el discurso de graduación allí. También fue galardonado con el Premio del Día de la Interdependencia 2009 de Demos en Estambul, Turquía.
Smiley fue nombrado número 2 de agente de cambio en el campo de los medios detrás de Oprah Winfrey en la lista POWER 150 de la revista Ebony.
En 2014, Smiley recibió una estrella en el Paseo de la fama de Hollywood, honrando sus contribuciones a la televisión
Hasta la fecha, Smiley ha recibido 16 doctorados honoris causa.
Smiley es mencionado en la canción de KRS-One, «Clear 'Em Out».